# Esteban Saveljich
Esteban Ariel Saveljić (Tandil, 20 de mayo de 1991) es un futbolista argentino-montenegrino. Juega como defensa y su equipo es el Real Murcia C. F. de la Primera Federación. Es internacional con la selección de Montenegro. Es primo del exfutbolista yugoslavo Niša Saveljić.

## Trayectoria

### Racing Club
Debutó oficialmente en la primera división con Racing Club de Avellaneda en la derrota por 1-2 ante Vélez Sarsfield en la decimonovena jornada del Torneo Clausura 2012. En 2014 jugó 15 partidos y convirtió su primer gol ante Estudiantes de La Plata en un partido que terminó con empate a tres.

### Defensa y Justicia

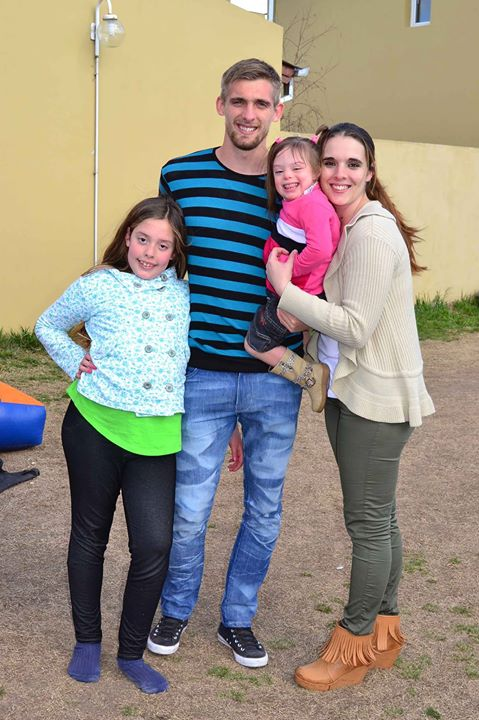
Esteban Saveljich

En enero de 2015 fue cedido sin cargo y sin opción de compra por una temporada al Club Social y Deportivo Defensa y Justicia de la Primera División de Argentina para adquirir más continuidad en el equipo que dirigía Darío Franco.

### España
En enero de 2016 llegó a la Unión Deportiva Almería de la mano del entrenador Néstor Gorosito siendo esta su primera experiencia en Europa.
Regresó a Racing tras su paso por la U. D. Almería, pero el entrenador Facundo Sava le comunicó que no iba a contar con él para la siguiente temporada y fue transferido al Levante U. D. a cambio de 750 000 dólares brutos por el 80% del pase. Tras no ser titular en la campaña anterior en el Levante, fue cedido el Albacete Balompié en agosto de 2017.
El 31 de agosto de 2018 la U. D. Almería hizo oficial su regreso al conjunto andaluz.
El 26 de julio de 2019 se hizo oficial su traspaso al Rayo Vallecano por una cifra cercana a los 300 000€, firmando hasta 2023. Debutó con el equipo franjirrojo el 17 de agosto en la primera jornada de liga ante el C. D. Mirandés en un empate a 2.[cita requerida]
El 1 de septiembre de 2023, dos meses después de haber abandonado el conjunto franjirrojo al expirar su contrato, firmó por una temporada con el Burgos C. F. La siguiente siguió en España después de fichar por el Real Murcia C. F.

## Internacional

### Selección de Montenegro
El 8 de mayo de 2015 fue citado por la selección montenegrina para jugar un amistoso contra Dinamarca el 8 de junio del mismo año.
Debutó con la selección montenegrina el 8 de junio de 2015 en el amistoso contra Dinamarca. Ingresó en el arranque del tiempo complementario, siendo la segunda modificación en el conjunto dirigido por Branko Brnović, reemplazando a Marko Baša. En Montenegro llevó el dorsal tres en su espalda, en lugar del número dos al que está acostumbrado.

### Estadísticas
| Selección  | Año   | Amistosos | Amistosos | Eurocopa | Eurocopa | Eliminatorias Europeas | Eliminatorias Europeas | Copa Mundial | Copa Mundial | Eliminatorias Mundialistas | Eliminatorias Mundialistas | Total | Total |
| Selección  | Año   | PJ        | G         | PJ       | G        | PJ                     | G                      | PJ           | G            | PJ                         | G                          | PJ    | G     |
| ---------- | ----- | --------- | --------- | -------- | -------- | ---------------------- | ---------------------- | ------------ | ------------ | -------------------------- | -------------------------- | ----- | ----- |
| Montenegro | 2015  | 1         | 0         | -        | -        | 2                      | 0                      | -            | -            | -                          | -                          | 3     | 0     |
| Montenegro | 2016  | 1         | 0         | -        | -        | -                      | -                      | -            | -            | -                          | -                          | 1     | 0     |
| Total      | Total | 2         | 0         | -        | -        | 2                      | 0                      | -            | -            | -                          | -                          | 4     | 0     |

## Clubes
| Club                        | País      | Año       |
| --------------------------- | --------- | --------- |
| Racing Club                 | Argentina | 2010-2016 |
| Defensa y Justicia (cedido) | Argentina | 2015      |
| U. D. Almería (cedido)      | España    | 2016      |
| Levante U. D.               | España    | 2016-2018 |
| Albacete Balompié (cedido)  | España    | 2017-2018 |
| U. D. Almería               | España    | 2018-2019 |
| Rayo Vallecano              | España    | 2019-2023 |
| Burgos C. F.                | España    | 2023-2024 |
| Real Murcia C. F.           | España    | 2024-     |

## Palmarés

### Campeonatos nacionales

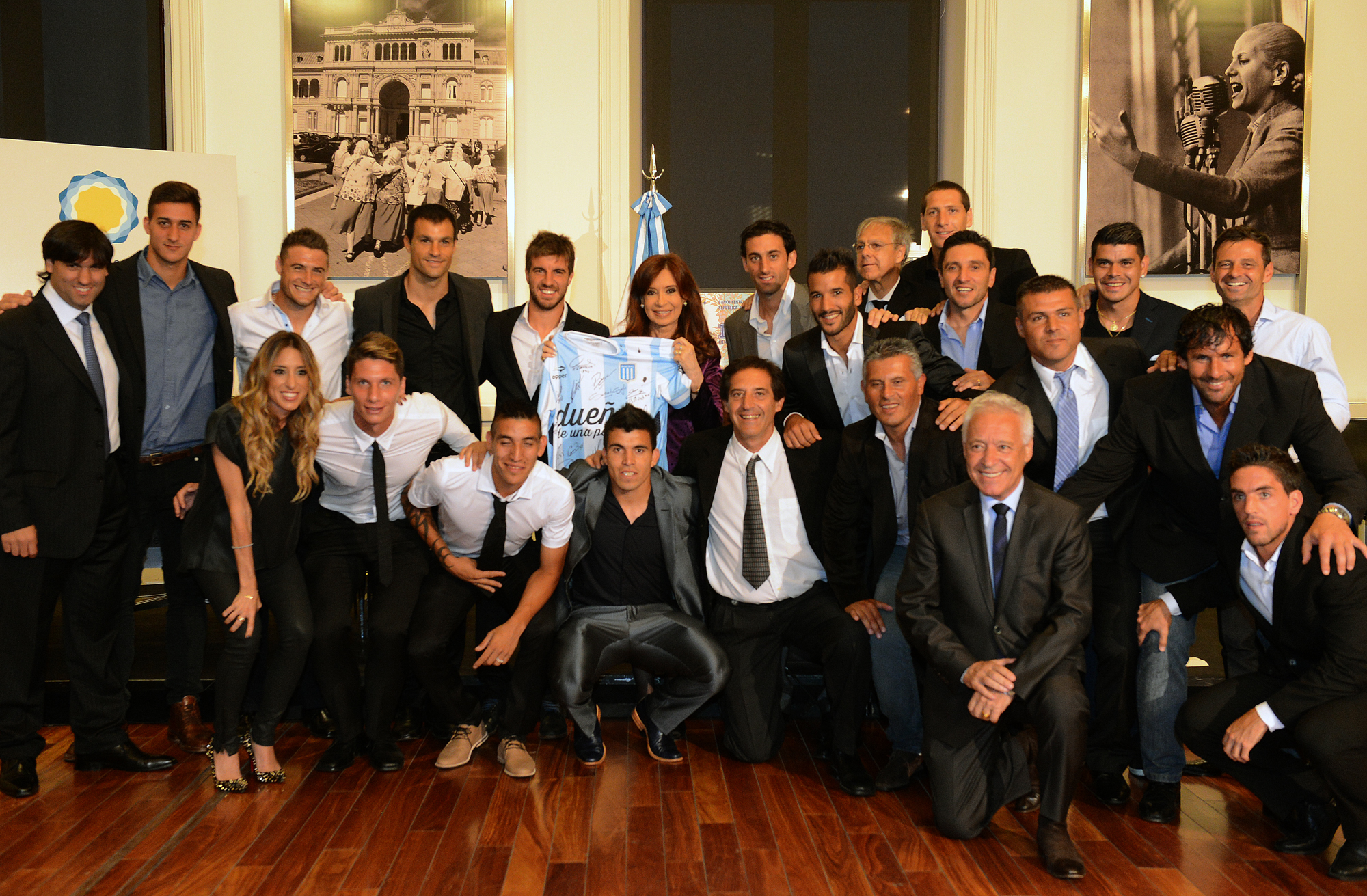
Saveljich junto al platel de Racing campeón del 2014.

| Título                        | Club        | País      | Año  |
| ----------------------------- | ----------- | --------- | ---- |
| Primera División de Argentina | Racing Club | Argentina | 2014 |